# 孟平红
孟平红（1966年6月—），贵州独山人，布依族，九三学社社员。中华人民共和国政治人物、第十三届全国人民代表大会贵州省代表。

## 生平
2018年，孟平红被选为贵州省出席第十三届全国人民代表大会代表。